# اما پنساتر
اما پنساتر (انگلیسی: Emma Pennsäter؛ زادهٔ ۲۹ نوامبر ۱۹۹۷) بازیکن فوتبال اهل سوئد است.
از باشگاه‌هایی که در آن بازی کرده‌است می‌توان به باشگاه فوتبال روزنگرد اشاره کرد.
وی همچنین در تیم‌های ملی فوتبال Sweden women's national under-19 football team، و Sweden women's national under-19 football team، و Sweden women's national under-19 football team، بازی کرده‌است.